# Derlis Maidana

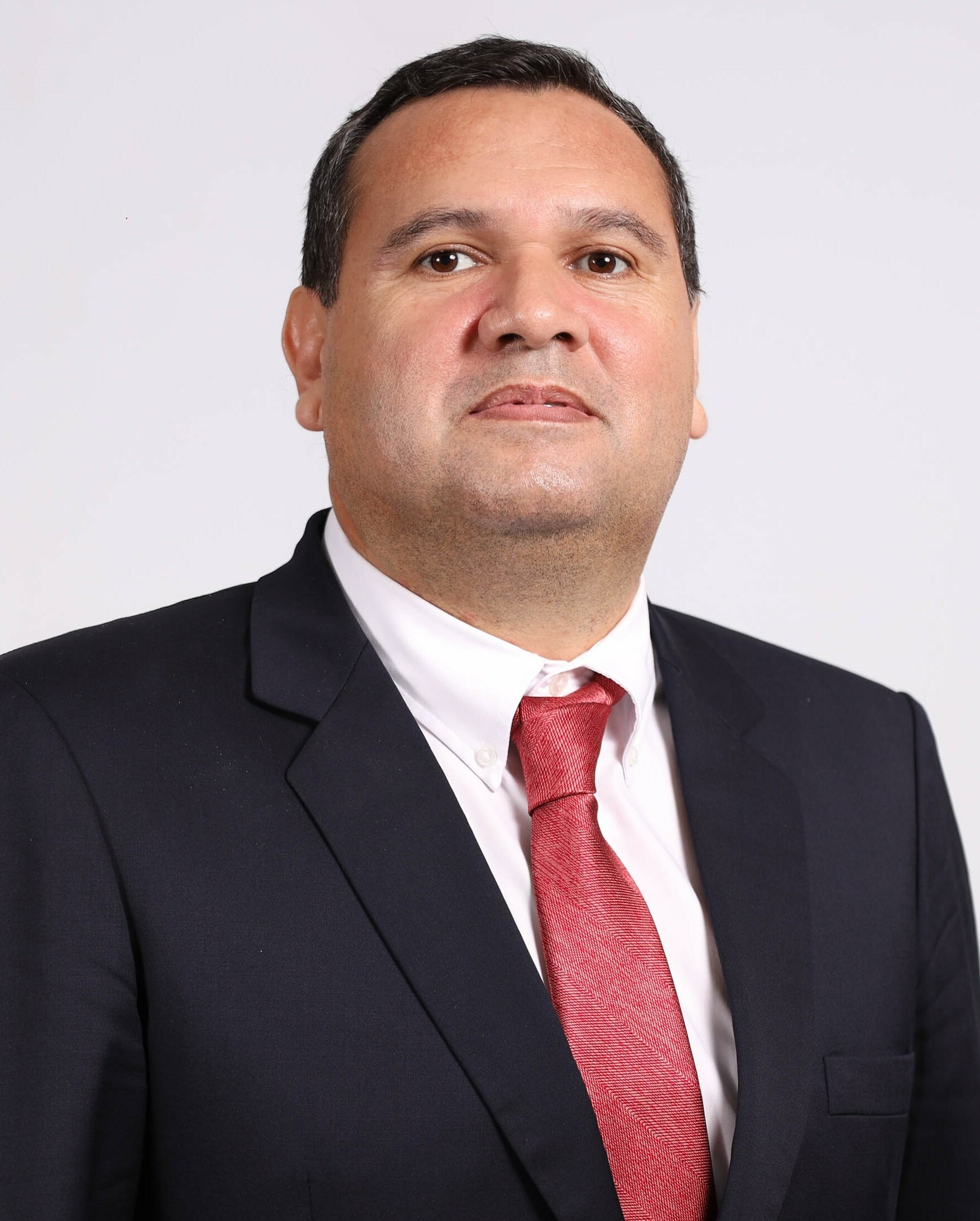
Derlis Maidana

Derlis Hernán Maidana Zarza (* 11. August 1975) ist ein paraguayischer Politiker der Nationale Republikanische Vereinigung – Colorado-Partei ANR-PC (Asociación Nacional Republicana – Partido Colorado), der unter anderem unter anderem zwischen 2018 und 2023 Mitglied der Abgeordnetenkammer (Cámara de Diputados) war und seit 2023 Mitglied des Senats (Senado de Paraguay) ist. 

## Leben
Derlis Hernán Maidana Zarza absolvierte ein Studium der Rechtswissenschaften an der Fakultät für Rechts- und Sozialwissenschaften an der Universidad Nacional de Asunción (UNA) und nahm nach dessen Abschluss eine Tätigkeit als Rechtsanwalt auf. Während des Studiums engagierte er sich 1999 als Vorasitzender der Studierendenvertretung Centro de Estudiantes und 2002 als Mitglied des Zentralkomitees der Juventud Colorada, der Jugendorganisation der Colorado-Partei. Ein postgraduales Studium der Fächer Regierungs- und öffentliches Management an der Universidad Americana del Paraguay (PAR) schloss er ebenso mit einem Magister ab wie ein weiteres postgraduales Studium für Nationale strategische Planung und Management. Er war zwischen 2006 und 2015 Präsident der Colorado-Partei von Santa María und übernahm zwischen 2013 und 2018 den Posten als Gouverneur des Departamento Misiones. Während dieser Zeit engagierte er sich zudem von 2013 bis 2017 erst als Vizepräsident sowie im Anschluss zwischen 2017 und 2018 als Präsident des Rates der Gouverneur von Paraguay (Consejo de Gobernadores del Paraguay).
Bei der Parlamentswahl am 22. April 2018 wurde Maidana für das Departamento Misiones zum Mitglied der Abgeordnetenkammer (Cámara de Diputados) gewählt, dem Unterhaus des Nationalkongresses (Congreso Nacional de la República del Paraguay). Während seiner Parlamentszugehörigkeit war er zwischen 2018 und 2022 Präsident des Verfassungsausschusses (Asuntos Constitucionales) sowie von 2018 bis 2019 zudem Sekretär des Ausschusses für Gesetzgebung und Kodifizierung (Comisión de Legislación y Codificación).
Bei der Parlamentswahl am 30. April 2023 wurde Derlis Maidana für den ANR-PC für eine fünfjährige Legislaturperiode zum Mitglied des Senats (Senado de Paraguay) gewählt, dem Oberhaus des Nationalkongresses. In der Sitzungsperiode 2023/2024 ist er Präsident des Ausschusses für Gesetzgebung, Kodizifizierung, Justiz und Arbeit (Comisión de Legislación, Codificación, Justicia y Trabajo) sowie zugleich Berichterstatter im Ausschuss für Verfassungsfragen, Landesverteidigung und öffentliche Gewalt (Comisión de Asuntos Constitucionales, Defensa Nacional y Fuerza Pública). Darüber hinaus ist er für die Sitzungsperiode 2023/2025 Vizepräsident des Parlasur, des Parlaments der Wirtschaftsorganisation Mercosur.